# トヨタ・G型エンジン (2代目)
トヨタ・G型エンジン（トヨタ・Gがたエンジン）は、トヨタ自動車が乗用車用として開発し、1980年（昭和55年）から生産した直列6気筒エンジン。
1980年代から1990年代にかけ、エンジン性能向上を目的として手を加えた多様な品質改良や設計変更を受けながら多くのトヨタ製乗用車に搭載され、この時代のトヨタを代表するエンジンとして知られる。

## 系譜
- エンジン型式一覧の自動車用エンジンの系譜を参照。

## バリエーション
開発当時のトヨタにおいて、日本の小型乗用車規格の最上限であった2.0L級モデル向けの直6エンジンとしては、1960年代に開発されたM型が用いられていたが、日本で2.0L級乗用車に直6エンジンが普及し始めた初期からの旧世代エンジンであり、刷新が模索されていた。
これに伴い代替エンジンとして開発された新世代エンジンのG型は、日本市場の需要にフォーカスし、2.0L級のみに対象を絞った特異な位置付けのエンジンで、M型のような排気量拡大は行われなかった。全て排気量1,988ccで、内径×行程は75.0×75.0のスクエアタイプで型式は「1G」のみである。2.0Lに照準を絞って開発されたため、排気量の拡大は難しく、3.0L級の直6エンジンはJZ型の登場までM型を使わなければならなかったが、2.0Lに割り切られて開発されたため、直列6気筒エンジンとしては極めて軽量コンパクト（1JZ型よりも約70kg軽量）である。この点が、後に強みになり、ハンドル操作に対する追従性能および車体の軽量化などの面で後継となるJZ型登場後も、引き続き1G型が採用され続けられた。
G型は日本の税制上有利な2.0Lに排気量を限定して大量生産が図られ、中級人気車種のマークII系各車をはじめ、上級車のクラウンの廉価モデル、スポーツモデルなどに広く搭載された。動弁機構はSOHC、DOHCの両タイプがあり、更にはスーパーチャージャーやターボチャージャー、電子デバイスなどによるチューニングをも施されて、排気量拡大以外のあらゆる手段によるバリエーション展開が行われた。
回転がスムースで高級感のある直6エンジンを比較的廉価に提供できることで「大衆向けの6気筒エンジン」として販売施策上でも多大な成功を収めたG型であったが、前面衝突対策面で直列6気筒の不利さが指摘されるようになった2000年代以降は、主力エンジンの地位を退いている。
初代クレスタが最初の搭載車種であり、その後クラウン、マークII、チェイサー、ソアラ、セリカXX、スープラ、アルテッツァ等にも搭載された。

### 1G-E(U)

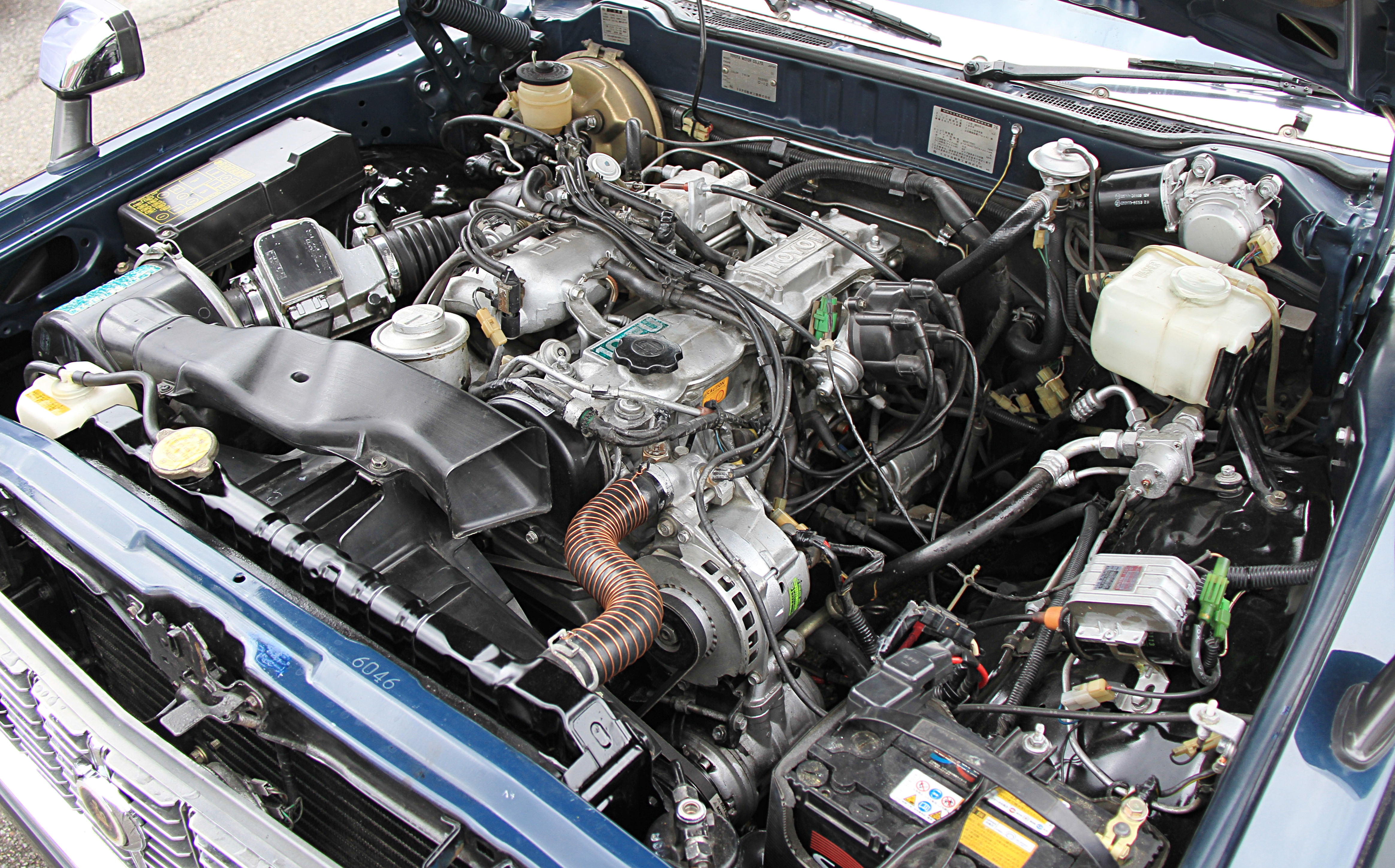
6代目後期型クラウンセダン（GS110型）に搭載された1G-E

1980年代のトヨタが宣伝で使用した「LASREエンジン」の系譜の発端となるエンジン。M型に代わる新世代エンジンとして軽量・小型化を重視して開発されたが、M型に比べ耐久性に劣るという評も存在した。後に1G-GEなどバリエーションモデルで採用されたエンジン制御方式を移植し1G-II型に進化する。
- 2バルブSOHC（弁配置はカウンターフロー） EFI。
- 圧縮比：8.8 - 9.2

<参考スペック>
- 92kW(125PS)/5,400rpm 172N·m(17.5kgf·m)/4,400rpm
- (グロス値 クラウンGS110後期,GS120前期)
- 96kW(130PS)/5,400rpm 172N·m(17.5kgf·m)/4,400rpm
- (グロス値 マーク2・チェイサー・クレスタGX71 ソアラGZ10後期)
- 77kW(105PS)/5,200rpm 157N·m(16.0kgf·m)/4,000rpm
- (ネット値 ソアラGZ20前中期 クラウンGS120後期,GS130初期)

### 1G-EJ
クラウンバン専用エンジン。商用車向けにピークパワーより実用面での扱いやすさを重視したセッティングとしていた。
- 2バルブSOHC（弁配置はカウンターフロー） EFI。
- 圧縮比：8.8

<参考スペック>
- 92kW(125PS)/5,400rpm 172N·m(17.5kgf·m)/4,400rpm

### 1G-GE(U)

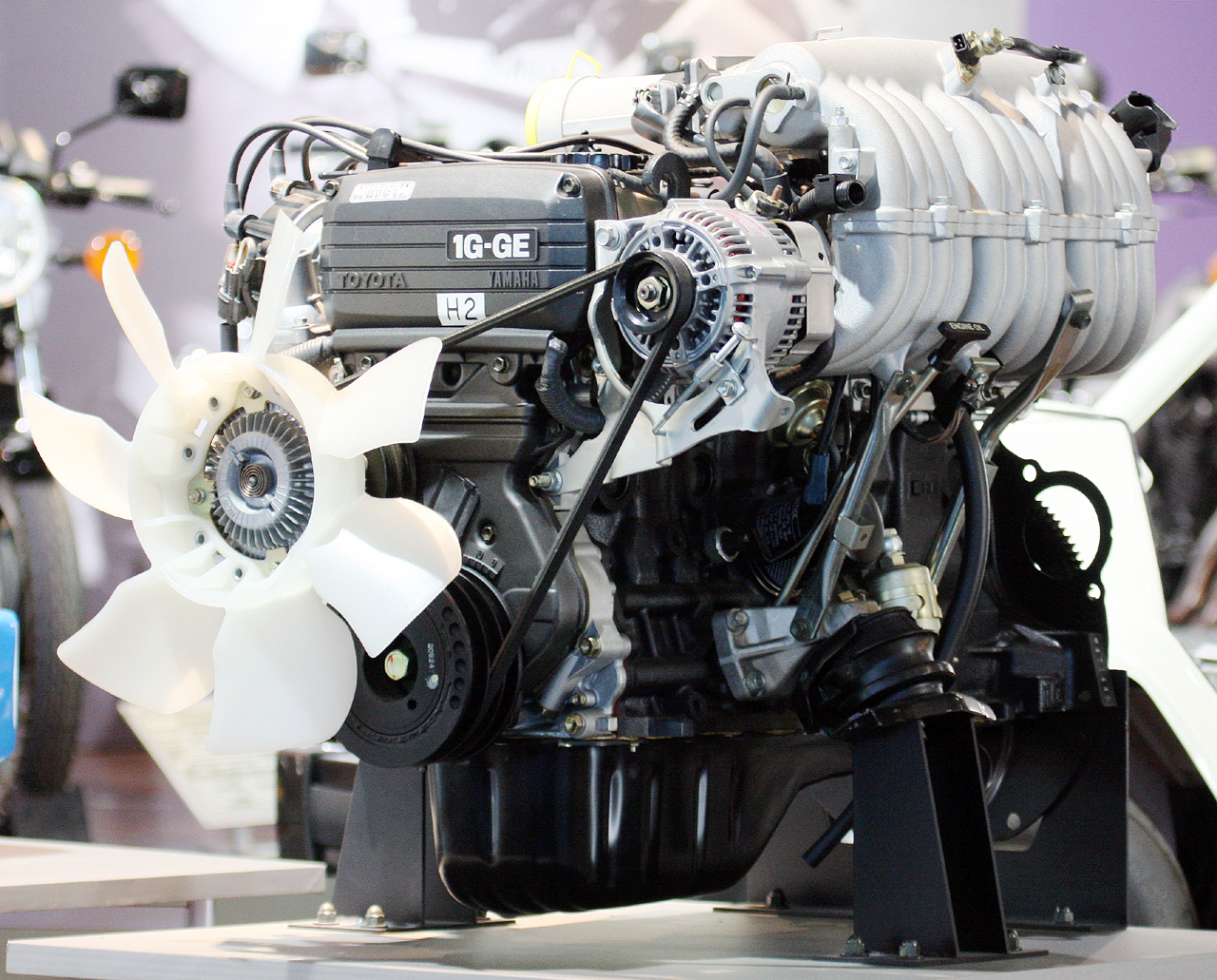
1G-GE

1982年8月、セリカXXとマークII・チェイサー・クレスタ 3兄弟に初搭載。トヨタでは初の4バルブ直6DOHC。(3M～6M型は2バルブ)
- 1Gに各部の強化を施し,ヤマハの協力を得て[1]4バルブDOHC化。レッドゾーンは2,000rpm近く引き上げられ7,700rpmに設定。
- 高回転化に伴い低回転域のトルクがかなり細くなってしまい、低速域での扱いにくさが弊害となった。
- 4バルブDOHC EFI
- 圧縮比：9.1 - 9.5

<参考スペック>
- 118kW(160PS)/6,400rpm 181N·m(18.5kgf·m)/5,200rpm
- (グロス値 マークII,チェイサー,クレスタGX60後期、GX70前期 クラウンS120 ソアラGZ10 セリカXX A60)
- 103kW(140PS)/6,400rpm 162N·m(16.5kgf·m)/4,600rpm
- (ソアラGZ20 1986.1-1986.12 スープラA70 1986.2-1986.12)
- 103kW(140PS)/6,200rpm 173N·m(17.6kgf·m)/4,000rpm
- (マークII,チェイサー,クレスタGX70後期 ソアラGZ20 1987.1-1988.12 スープラA70 1987.1-1988.8 クラウンS130 1987.9-1988.9)
- 110kW(150PS)/6,200rpm 182N·m(18.6kgf·m)/5,600rpm
- (マークII,チェイサー,クレスタGX81 クラウンS130 1988.9-1990.8 ソアラGZ20 1989.1- A70スープラ1988.8-)

### 1G-GTE(U)

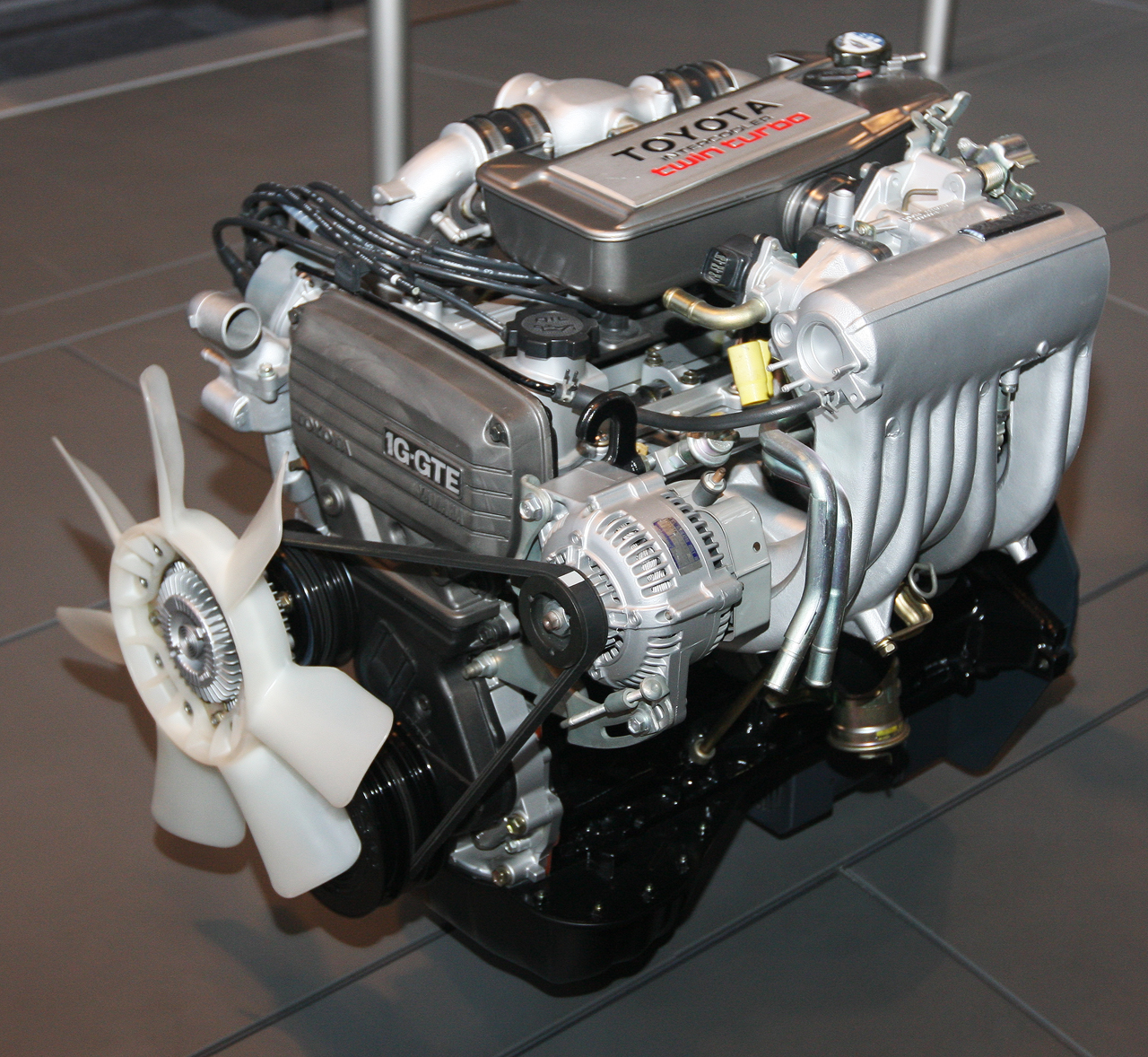
1G-GTE

- 日本初のツインカム・ツインターボ(GX71型GTツインターボ)。ツインターボを装着し大出力と好レスポンスの両立を計った。
- 後にハイオクガソリン仕様,水冷インタークーラーから空冷インタークーラーへの変更などのチューンが施されネット値で185PSから210PSにパワーアップ。
- 4バルブDOHC EFI 水冷インタークーラーターボ
- 圧縮比：8.5

<参考スペック>
- 136kW(185PS)/6,200rpm 235N·m(24.0kgf·m)/3,200rpm
- (GX71系マークII,チェイサー,クレスタ)
- 136kW(185PS)/6,200rpm 240N·m(24.5kgf·m)/3,200rpm
- (ソアラGZ20前期 スープラA70前期)
- 147kW(200PS)/6,200rpm 275N·m(28.0kgf·m)/3,400rpm
- (ソアラGZ20後期1988.1-1988.12)
- 154kW(210PS)/6,200rpm 275N·m(28.0kgf·m)/3,800rpm
- (GX81系マークII,チェイサー,クレスタ ソアラGZ20後期1989.1- スープラA70後期)

### 1G-GZE
1G-GTEUの設定のないクラウンや,マークII3兄弟の上級グレードなどセダンタイプの車種に設定。1G-GEのトルクアップには貢献したが,パワーと燃費のバランスを崩す結果となった。
- 4バルブDOHC EFIスーパーチャージャー
- 圧縮比：8.0

<参考スペック>
- 118kW(160PS)/6,000rpm 206N·m(21.0kgf·m)/4,000rpm
- (クラウン GS120 レギュラーガソリン)
- 125kW(170PS)/6,000rpm 226N·m(23.0kgf·m)/3,600rpm
- (マークII GX81 プレミアムガソリン)

### 1G-FE

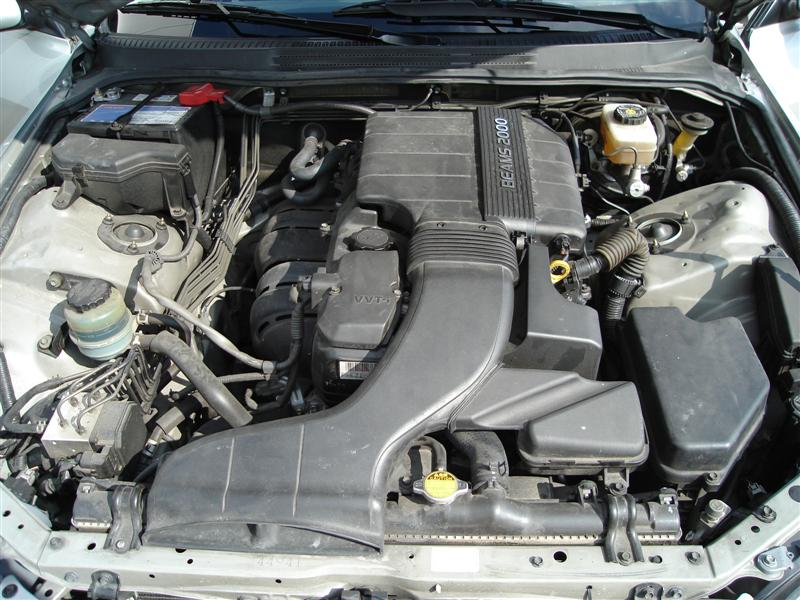
1G-FE

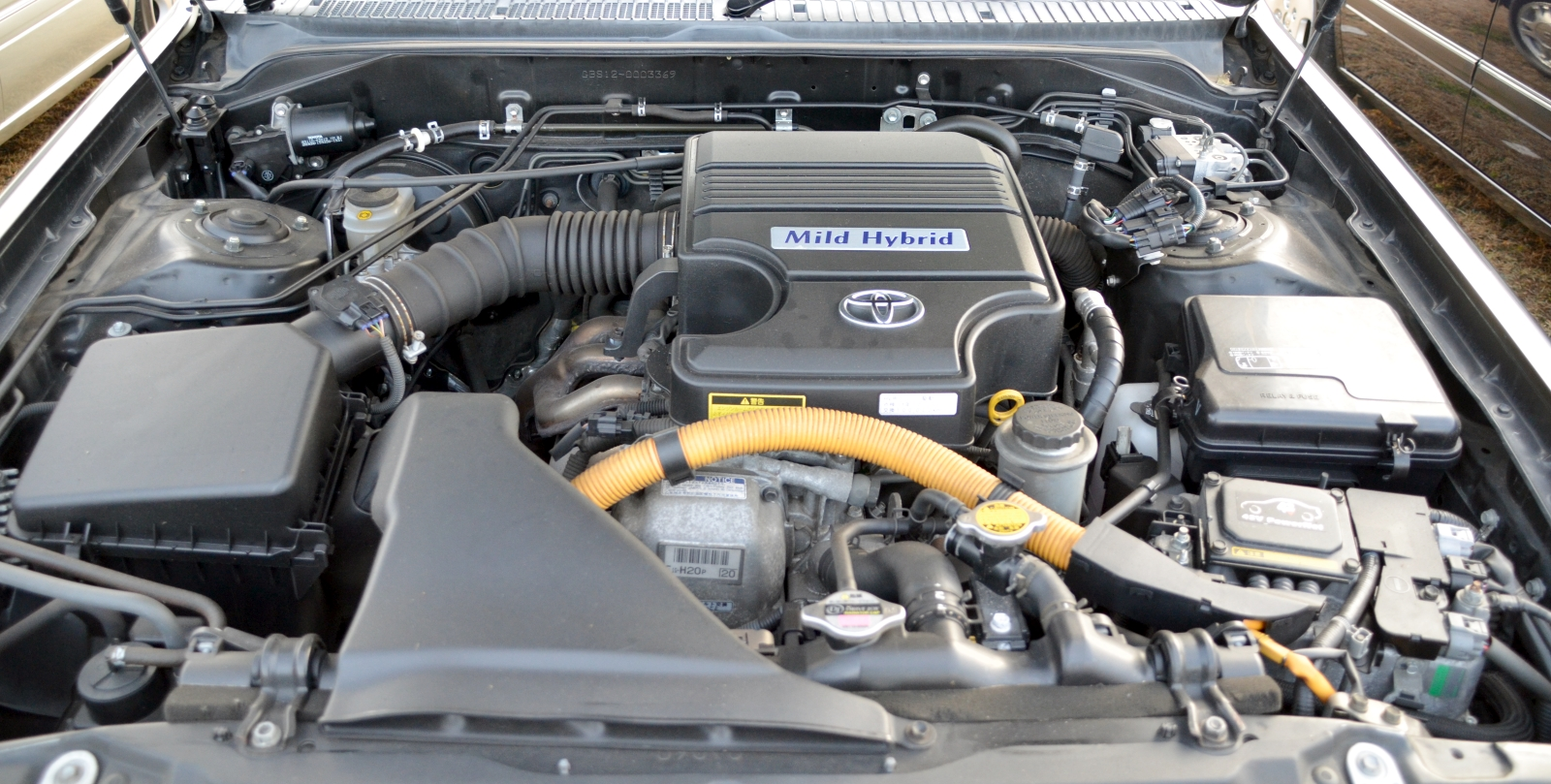
1G-FE（マイルドハイブリッド）

- ハイメカツインカム。2本あるカムシャフトの一方のみを駆動し,シザーズギヤを用いて連結することで2本を動かす。
- 形式上は4バルブDOHCであるが,トヨタでは「TWIN CAM24」の表現は使わず単に「24VALVE」と表記される。
- のちにBEAMS,VVT-iなどのエンジン技術を導入し最近までクラウンセダンなど現行車種に搭載されていた。（2007年8月廃止。）
- クラウンセダンにはマイルドハイブリッド(THS-M)が組み合わされた1G-FEも存在する。
- JASO規格のエンジンオイル高温酸化安定性試験(JASO M333:93)の試験エンジンとして採用されていた。(規格は2004年3月で廃止)
- ちなみに歴代のトヨタの1G系エンジンの中で最も多く生産され、かつ最も長寿を誇ったエンジンでもあり、1988年8月の登場から2008年4月まで約20年間生産された。
- DOHC 24バルブ ハイメカツインカム。
- 圧縮比：9.6 - 10.0

<参考スペック>
- 99kW(135PS)/5,600rpm 177N·m(18.0kgf·m)/4,400rpm
- (マークII,チェイサー,クレスタ GX81 クレスタ GX90)
- 103kW(140PS)/5,600rpm 181N·m(18.5kgf·m)/4,400rpm
- (マークII,チェイサー,クレスタGX100前期 クラウンS150後期1997.7-1998.8)
- 118kW(160PS)/6,200rpm 200N·m(20.4kgf·m)/4,400rpm VVT-i仕様
- (マークII GX100後期～, ヴェロッサ GX110,クラウン GS150後期～, アルテッツァ GXE10)
- 105kW(143PS)/5,500rpm 196N·m(20.0kgf·m)/4,400rpm THS(マイルドハイブリッド)仕様
- (クラウンセダン GBS12)

### 1G-GP
- 4バルブDOHC LPG仕様
- 圧縮比：9.5

<参考スペック>
- 81kW(110PS)/5,600rpm 152N·m(15.5kgf·m)/2,400rpm
- (S130クラウンタクシー)

### 1G-GPE
- 4バルブDOHC EFI-LP LPG仕様。
- 圧縮比：10.0

<参考スペック>
- 70kW(95PS)/5,200rpm 143N·m(14.5kgf·m)/2,400rpm
- 81kW(110PS)/5,600rpm 152N·m(15.5kgf·m)/2,400rpm (1995-2001)
- (クラウンコンフォート/セダン GXS10)

## 搭載車種詳細

### 1G-EU（1G-E→1G-II）
- 4代目・5代目マークII（GX61-X/71-X）
- 2代目・3代目チェイサー（GX61-D/71-D）
- 初代・2代目クレスタ（GX51-Y/61Y/71-Y）
- 6代目・7代目・8代目クラウン（GS110/120/121/130/131）
- 2代目セリカXX（GA60）
- 初代スープラ（GA70）
- 初代・2代目ソアラ（GZ10/20）

### 1G-EJ
- 6代目・7代目クラウンバン

### 1G-FE
- 6代目・7代目・8代目・9代目マークII（GX81-A/90-A/100-A/110-A）
- マークIIブリット（GX110W）
- 4代目・5代目・6代目チェイサー（GX81-B/90-B/100-B）
- 3代目・4代目クレスタ（GX81-C/90-C/100-C）
- ヴェロッサ（GX110-B）
- 8代目・9代目・10代目・11代目クラウン（GS130/131/141/151/171）
- アルテッツァ / アルテッツァジータ/レクサス・IS（GXE10/10W）
- クラウンセダン（GXS12）
- スープラ（GA70）

### 1G-GEU (1G-GE)
- 4代目・5代目・6代目マークII（GX61/71-X/81-A）
- 2代目・3代目・4代目チェイサー（GX61/71-D/81-B）
- 2代目・3代目クレスタ（GX71-Y/81-C）
- 7代目・8代目クラウン（GS121/131）
- 初代・2代目ソアラ（GZ10/20）
- 2代目セリカXX（GA61）
- 初代スープラ（GA70）

### 1G-GTEU（1G-GTE）
日本初のツインターボエンジン
- 5代目・6代目マークII（GX71-X/81-A）
- 3代目・4代目チェイサー（GX71-D/81-B）
- 2代目・3代目クレスタ（GX71-Y/81-C） ※70系は水冷、80系は空冷式インタークーラー
- 2代目ソアラ（GZ20）
- 初代スープラ（GA70/70H）

### 1G-GZEU（1G-GZE）
- 7代目・8代目クラウン（GS121/130G/131/131H）
- 6代目マークII（GX81-A）
- 4代目チェイサー（GX81-B）
- 3代目クレスタ（GX81-C）

### 1G-GP
LPG仕様
- 8代目クラウンセダン（GS130/GS130H）

### 1G-GPE
通称LPiと呼ばれる、電子燃料噴射（EFI）式のLPG仕様。
- 初代クラウンコンフォート（GXS10）
- 9代目、10代目クラウンセダン（GS151・GS151H/GXS10）